# Marlies
Marlies is een Nederlandse, Vlaamse en Duitse meisjesnaam. De naam is een samentrekking van de namen Maria en Elisabeth. In Nederland was de voornaam vooral in de tweede helft van de 20e eeuw populair.